# Sam Cassell
Samuel James "Sam" Cassell Sr. (Baltimore, Maryland; 18 de noviembre de 1969) es un exjugador y entrenador de baloncesto estadounidense que disputó 15 temporadas en la NBA. Con 1,91 metros jugaba en la posición de base. Actualmente es entrenador asistente en los Boston Celtics.

## Trayectoria deportiva

### Universidad
Jugó durante dos años con los Seminoles de la  Universidad Estatal de Florida, en los que promedió 18,3 puntos, 4,4 rebotes y 4,4 asistencias por partido.

### Profesional
Fue elegido en el puesto 24 de la primera ronda del Draft de la NBA de 1993 por los Houston Rockets, donde jugó tres temporadas, ayudando a su equipo en la consecución de dos anillos de campeón, en 1994 y 1995. tras ser traspasado, en la temporada 1996-97 jugó en tres equipos diferentes: Phoenix Suns, Dallas Mavericks y, finalmente, New Jersey Nets (ahora Brooklyn Nets), donde se quedó dos temporadas más. A lo largo de toda su carrera ha estado envuelto en varios múltiples traspasos, algo sorprendente teniendo en cuenta su rendimiento, ya que, salvo sus dos primeras temporadas, siempre ha promediado cifras en torno a los 16 puntos y 8 asistencias por partido, siendo pieza clave en cada uno de los equipos por los que ha pasado. En 1999 es traspasado a Milwaukee Bucks, donde permanece hasta 2003, donde de nuevo hace las maletas para ir a jugar a Minnesota Timberwolves, equipo que en 2005 lo traspasa de nuevo a los Clippers, donde rinde a un alto nivel en su primera temporada, llevando a su equipo a las semifinales de la Conferencia Oeste.
En la temporada 2006-07, a pesar de sus 37 años, siguió rindiendo a un buen nivel promediando 12,5 puntos y 4,8 asistencias en casi 25 minutos de juego por partido. Tras ser cortado por los Clippers en marzo de 2008, Cassell fichó por Boston Celtics, donde se convirtió en el base suplente de Rajon Rondo y el perfecto complemento que ha ayudado a Boston Celtics a conseguir el anillo de campeón en el año 2008. 
En mayo de 2009 y tras 15 temporadas en la NBA, anuncia su retirada. Cassell jugó un total de 993 partidos de liga regular con ocho equipos diferentes, en los que promedió 15,7 puntos y 6 asistencias por choque. El base ganó dos anillos con Houston Rockets (1994 y 1995) y uno en 2008 con Boston Celtics.

### Entrenador
El 21 de mayo de 2009, fue nombrado técnico asistente de Flip Saunders en Washington Wizards, el que fuera su entrenador en los Timberwolves en 2004, cuando Cassell hizo su única aparición en un encuentro 'All Star'.
Tras cinco temporadas en Washington, el 29 de septiembre de 2014, firma como asistente de Doc Rivers en Los Angeles Clippers.
El 9 de noviembre de 2020, se marcha a Philadelphia 76ers para seguir bajo el cuerpo técnico de Doc Rivers.
El 4 de junio de 2023, se une al cuerpo técnico de Boston Celtics como asistente de Joe Mazzulla.

## Estadísticas de su carrera en la NBA
|  | Denota temporada en la que fue Campeón de la NBA |

### Temporada regular
| Año      | Equipo        | PJ  | PT  | MPP  | %TC  | %3P  | %TL  | RPP | APP | ROB | TPP | PPP  |
| -------- | ------------- | --- | --- | ---- | ---- | ---- | ---- | --- | --- | --- | --- | ---- |
| 1993–94  | Houston       | 66  | 6   | 17.0 | .418 | .295 | .841 | 2.0 | 2.9 | .9  | .1  | 6.7  |
| 1994–95  | Houston       | 82  | 1   | 23.0 | .427 | .330 | .843 | 2.6 | 4.9 | 1.1 | .2  | 9.5  |
| 1995–96  | Houston       | 61  | 0   | 27.6 | .439 | .348 | .825 | 3.1 | 4.6 | .9  | .1  | 14.5 |
| 1996–97  | Phoenix       | 22  | 9   | 24.5 | .415 | .306 | .855 | 2.3 | 4.5 | 1.0 | .3  | 14.8 |
| 1996–97  | Dallas        | 16  | 13  | 24.9 | .424 | .306 | .840 | 3.1 | 3.6 | 1.1 | .4  | 12.3 |
| 1996–97  | New Jersey    | 23  | 22  | 33.8 | .443 | .392 | .831 | 3.6 | 6.5 | 1.6 | .3  | 19.3 |
| 1997–98  | New Jersey    | 75  | 72  | 34.7 | .441 | .188 | .860 | 3.0 | 8.0 | 1.6 | .3  | 19.6 |
| 1998–99  | New Jersey    | 4   | 3   | 25.0 | .429 | .143 | .935 | 1.5 | 4.8 | .8  | .0  | 18.0 |
| 1998–99  | Milwaukee     | 4   | 0   | 24.8 | .409 | .333 | .947 | 2.3 | 4.3 | 1.5 | .0  | 13.8 |
| 1999–00  | Milwaukee     | 81  | 81  | 35.8 | .466 | .289 | .876 | 3.7 | 9.0 | 1.3 | .1  | 18.6 |
| 2000–01  | Milwaukee     | 76  | 75  | 35.6 | .474 | .306 | .858 | 3.9 | 7.6 | 1.2 | .1  | 18.2 |
| 2001–02  | Milwaukee     | 74  | 73  | 35.2 | .463 | .348 | .860 | 4.2 | 6.7 | 1.2 | .2  | 19.7 |
| 2002–03  | Milwaukee     | 78  | 77  | 34.6 | .470 | .362 | .861 | 4.4 | 5.8 | 1.1 | .2  | 19.7 |
| 2003–04  | Minnesota     | 81  | 81  | 35.0 | .488 | .398 | .873 | 3.3 | 7.3 | 1.3 | .2  | 19.8 |
| 2004–05  | Minnesota     | 59  | 38  | 25.8 | .464 | .262 | .865 | 2.7 | 5.1 | .6  | .2  | 13.5 |
| 2005–06  | L.A. Clippers | 78  | 75  | 34.0 | .443 | .368 | .863 | 3.7 | 6.3 | .9  | .1  | 17.2 |
| 2006–07  | L.A. Clippers | 58  | 30  | 24.3 | .418 | .294 | .879 | 2.9 | 4.7 | .5  | .1  | 12.3 |
| 2007–08  | L.A. Clippers | 38  | 33  | 25.7 | .455 | .259 | .891 | 2.8 | 4.7 | .7  | .1  | 12.8 |
| 2007–08  | Boston        | 17  | 1   | 17.6 | .385 | .409 | .840 | 1.8 | 2.1 | .5  | .2  | 7.6  |
| Total    | Total         | 993 | 690 | 30.0 | .454 | .331 | .861 | 3.2 | 6.0 | 1.1 | .2  | 15.7 |
| All-Star | All-Star      | 1   | 0   | 13.0 | .667 | .000 | .000 | 1.0 | 7.0 | 1.0 | 0.0 | 4.0  |

### Playoffs
| Año   | Equipo        | PJ  | PT | MPP  | %TC  | %3P  | %TL  | RPP | APP | ROB | TPP | PPP  |
| ----- | ------------- | --- | -- | ---- | ---- | ---- | ---- | --- | --- | --- | --- | ---- |
| 1994  | Houston       | 22  | 0  | 21.7 | .394 | .378 | 865  | 2.7 | 4.2 | 1.0 | .2  | 9.4  |
| 1995  | Houston       | 22  | 0  | 22.0 | .438 | .400 | .835 | 1.9 | 4.0 | 1.0 | .1  | 11.0 |
| 1996  | Houston       | 8   | 0  | 25.8 | .321 | .276 | .793 | 2.1 | 4.3 | .8  | .1  | 10.4 |
| 1998  | New Jersey    | 3   | 1  | 8.7  | .333 | .000 | .000 | 1.0 | 1.7 | .0  | .3  | 2.0  |
| 1999  | Milwaukee     | 3   | 3  | 34.0 | .500 | .000 | .875 | 2.0 | 8.7 | 1.0 | .0  | 15.3 |
| 2000  | Milwaukee     | 5   | 5  | 35.6 | .417 | .200 | .857 | 3.4 | 9.0 | .8  | .0  | 15.8 |
| 2001  | Milwaukee     | 18  | 18 | 37.9 | .396 | .333 | .866 | 4.6 | 6.7 | 1.1 | .2  | 17.4 |
| 2003  | Milwaukee     | 6   | 6  | 36.2 | .470 | .524 | .933 | 3.2 | 2.7 | .5  | .2  | 17.2 |
| 2004  | Minnesota     | 16  | 15 | 31.1 | .465 | .417 | .852 | 2.5 | 4.4 | .8  | .2  | 16.6 |
| 2006  | L.A. Clippers | 12  | 12 | 33.7 | .437 | .349 | .809 | 4.0 | 5.8 | .7  | .2  | 18.0 |
| 2008  | Boston        | 21  | 0  | 12.6 | .333 | .214 | .824 | 0.7 | 1.2 | .4  | .0  | 4.5  |
| Total | Total         | 136 | 60 | 26.0 | .414 | .363 | .847 | 2.6 | 4.4 | .8  | .1  | 12.2 |

## Vida personal
Su hijo, Sam Cassell Jr., jugó para el Iona College y más tarde para el Chipola College y la Universidad de Connecticut. Luego en 2017, disputó la liga de verano con Cleveland Cavaliers.
Cassell apareció en la serie de la TNT NBA Fundamentals series, en la que jugadores de baloncesto describen ciertos aspectos del juego. Fue elegido para ilustrar el "juego de media distancia" (mid-range game), es decir, los disparos desde los alrededores de la línea de tiro libre, la pintura, y las alas. También declara su admiración por jugadores NBA retirados como Terrell Brandon y Jeff Hornacek, dos tiradores prolíficos de media y larga distancia que tomó como base para su estilo de juego.